# Formules magiques de Mersebourg
Pour les articles homonymes, voir Formule magique (homonymie).

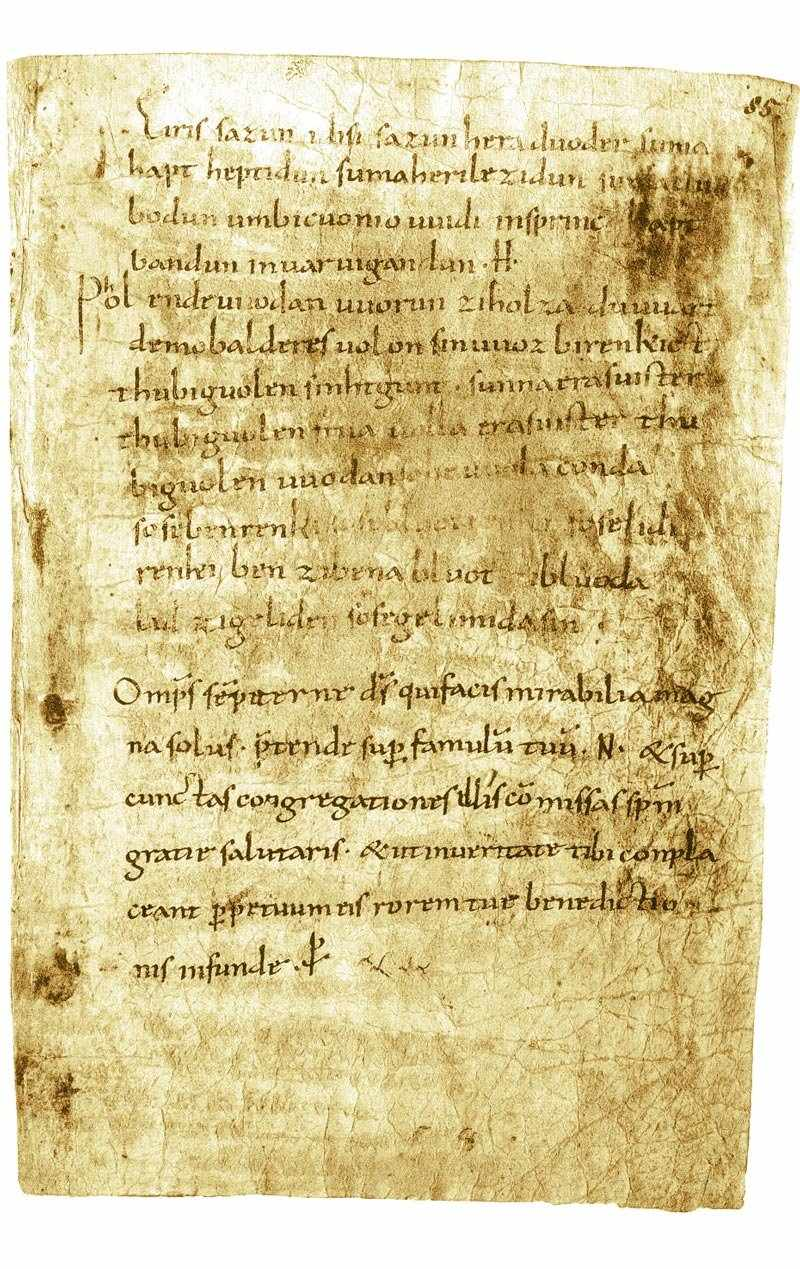
Les formules magiques de Mersebourg (Merseburger Domstiftsbibliothek, Codex 136, f. 85r, 10th Cy.), cathédrale de Mersebourg.

Les formules magiques de Mersebourg (en allemand Die Merseburger Zaubersprüche, en français aussi les paroles magiques) sont deux incantations magiques médiévales écrites en vieux haut allemand. Ce sont les seuls documents existants de nos jours relatifs aux anciennes croyances païennes germaniques conservées dans leur langue d'origine. Elles ont été découvertes en 1841 par Georg Waitz dans un manuscrit théologique de Fulda, qui aurait été écrit au IXe siècle ou Xe siècle. La date d'écriture des formules en elles-mêmes reste incertaine. Le manuscrit (Cod. 136 f. 85a) est conservé dans la bibliothèque de la cathédrale de Mersebourg, d'où le nom.

## Forme
Chaque formule se décompose en deux parties : un préambule traitant de l'histoire d'un évènement mythique ; et la formule en elle-même sous la forme d'une analogie magique (comme il était autrefois... devrait aussi être aujourd'hui...). Dans la forme de leurs vers, les formules sont de type transitionnel : des allitérations se mêlent aux rimes terminaux développés par la poésie chrétienne du IXe siècle.

## Histoire
Parmi les premiers peuples germaniques, les incantations avaient la fonction de « rendre utilisables, grâce à l'emploi de mots envoûtants, les pouvoirs magiques que les hommes voulaient voir les servir » (durch die Macht des gebundenen Wortes die magischen Kräfte, die sich der Mensch dienstbar machen will, nutzbar zu machen) (Simek, 1995). Celles-ci ont en grande partie survécu au temps, particulièrement dans les régions de langue germanique. Toutefois, elles datent toutes du Moyen Âge, et subissent par conséquent l'influence du christianisme. Ce qui est unique dans les formules magiques de Mersebourg est qu'elles reflètent très clairement leur origine pré-chrétienne (d'avant l'an 750). Elles ont été transposées à l'écrit pour une raison inconnue au Xe siècle par un ecclésiastique, probablement dans l'abbaye de Fulda sur une page blanche d'un livre de liturgie passé par la suite à la bibliothèque de Mersebourg. Les formules ont ainsi été transmises en minuscules carolingiennes sur une page de garde d'un livre de messes en latin.

## Formule 1: libération des prisonniers
La première formule est un « Lösesegen » (bénédiction de libération) décrivant comment des « Idisen » (femme Valkyrie) délivrent de leurs fers des guerriers capturés lors d'une bataille. Les deux dernières lignes contiennent les mots magiques « Sautez hors des chaînes, échappez à l'ennemi » qui sont censés libérer les guerriers.
| Eiris sazun idisi sazun hera duoder. suma hapt heptidun, suma heri lezidun, suma clubodun umbi cuoniouuidi: insprinc haptbandun, inuar uigandun. | Autrefois les Idisi étaient assises, assises ici et là. Certaines attachèrent l'ennemi, Certaines maintinrent leur armée, Certaines défirent les liens des braves : Sautez hors des chaînes, échappez à l'ennemi. |

## Formule 2: guérison du cheval
Phol est avec Odin quand le cheval de Baldr se brise la jambe dans la forêt. Odin dit alors : « Os à os, sang à sang, membre à membre, comme s'ils étaient collés ». Des images du Ve ou VIe siècle montrent Odin guérissant un cheval. Malheureusement, les noms des autres dieux ne peuvent être identifiés avec certitude ; les seuls noms sûrs sont « Uuôdan » (Wodan, Wotan, Odin) et « Frîia » (Freyja, une des amantes d'Odin). Comme pour les autres noms, il n'est même pas certain qu'il s'agisse réellement des noms des dieux étant donné que plusieurs interprétations de traduction sont possibles.
| Phol ende uuodan uuorun zi holza. du uuart demo balderes uolon sin uuoz birenkit. thu biguol en sinthgunt, sunna era suister; thu biguol en friia, uolla era suister; thu biguol en uuodan, so he uuola conda: sose benrenki, sose bluotrenki, sose lidirenki: ben zi bena, bluot zi bluoda, lid zi geliden, sose gelimida sin. | Phol et Odin chevauchaient dans les bois, Lorsque le poulain de Baldr se foula la patte. Un sort lui fut jeté par Sinthgunt, et sa sœur Sunna. Un sort lui fut jeté par Freyja, et sa sœur Volla. Un sort lui fut jeté par Odin, comme lui seul le savait : Que soit un os foulé, Que soit le sang foulé, Que soit le membre foulé : Os à os, Sang à sang, Membre à membre, Comme s'ils étaient collés. |

## Notes

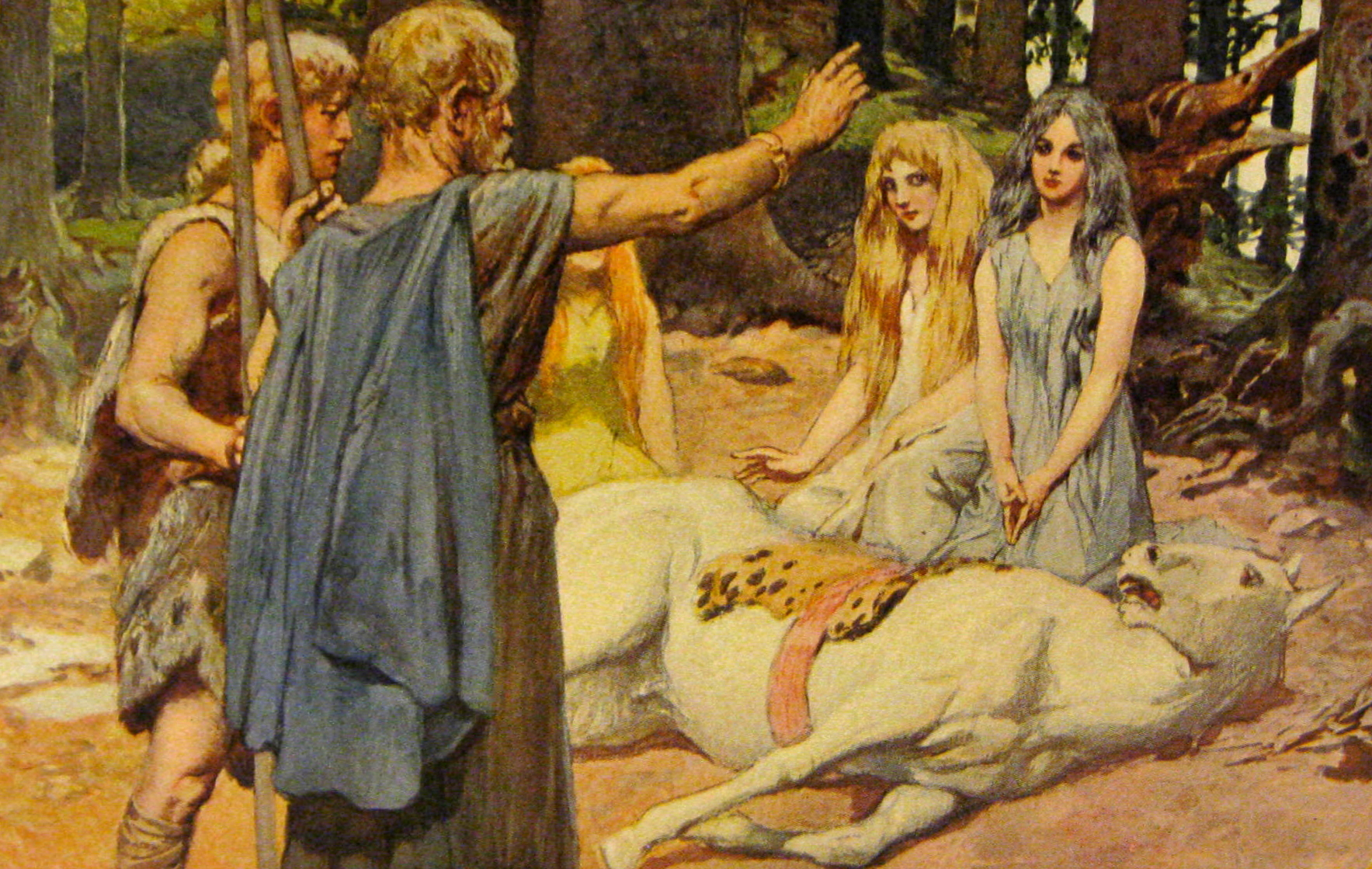
Scène tirée des incantations de Mersebourg (datation estimée au X : les dieux Wotan et Balder font face aux déesses Sunna, Sinthgunt, Volla et Frigg. Illustration de Emil Doepler (1905).